# Vadnay Vilma
Vadnay Vilma (Szepán Vilma) (Somló Sándorné) (Sátoraljaújhely, 1862. április 28. – Budapest, 1918. június 6.) magyar népszínműénekes, operettprimadonna (koloratúrszoprán).

## Életpályája
Káldy Gyula – a Pesti Népszínház karmestere – fedezte fel tehetségét. 1880-ban debütált a Népszínházban. 1880–1882 között a Népszínház tagja volt. 1882–1893 között férjével vidéken játszott. 1882–1883 között Debrecenben lépett fel. 1883–1885 között Szegeden és Nagyváradon volt látható. 1885–1889 között Krecsányi Ignác társulatában szerepelt. 1889–1890 között ismét Debrecenbe került. 1890–1893 között Aradon játszott, később gyakran vendégszerepelt itt. 1894-ben a Budai Színkörben szerepelt.
A vidék jeles primadonnája volt; csengő, magas, koloratúrszoprán hanggal. Játéka intelligens és megnyerő volt. Népdalénekesként és népszínműénekesként is nagy sikereket aratott.
Sírja a Fiumei úti sírkertben található (20/1-1(2)-58).

## Magánélete
Szülei: Stépán József és Vadnay Klára voltak. Férje, Somló Sándor (1859–1916) színész volt. Lányuk, Somló Sári (1886–1970) költő, író és szobrász volt.

## Színházi szerepei
- Suppé: Boccaccio – Fiametta
- Csiky Gergely: A szökött asszony – Klári
- Csepreghy: A piros bugyelláris – Zsófi
- Deréky: A búzavirág – Lidi
- Strauss: A denevér – Adél
- Strauss: Cigánybáró – Szaffi